# WATCH YOUR BLINDSIDE
『WATCH YOUR BLINDSIDE』（ウォッチ・ユア・ブラインドサイド）は、The Birthdayのコンピレーション・アルバム。2010年6月23日発売。発売元はユニバーサルシグマ。

## 解説
The Birthdayがそれまでに発表した楽曲の中で、シングル・カップリング曲・限定シングル曲などのアルバム未収録曲を収録したアルバム。
初回盤・通常盤の区別はなく、SHM-CD仕様、52Pライブフォトブックレット付で発売。デジタルリマスタリングが施されている。
iTunes Storeでは発売前に予約注文することで、Disc 2にもう1曲ライブ音源が追加された（後述）。

## 収録曲
全曲作詞：チバユウスケ　作曲・編曲：The Birthday
（Disc 1-14のみ作曲：チバユウスケ）

### Disc 1
1. NIGHT LINE (4:09)
初出：3rdシングル「NIGHT LINE」
2. カラスの冷めたスープ (3:34)
初出：9thシングル「ディグゼロ」
3. FUGITIVE (5:59)
初出：4thシングル「アリシア」
4. テディ、ちょっと悪い (5:19)
初出：6thシングル「涙がこぼれそう」
5. 白い蛇と灯台 -前編- (4:55)
初出：1stシングル「stupid」
6. レイニー・レイニー (5:42)
初出：6thシングル「涙がこぼれそう」
7. CATS NEVER EAT BEEF (2009.4.5 @ Zepp Tokyo) (1:27)
未発表音源
マクドナルド クォーターパウンダー CMソング
8. WONDERFUL AMAZING WORLD (3:28)
初出：5thシングル「プレスファクトリー」
9. DISTORTION (6:17)
初出：5thシングル「プレスファクトリー」
10. SMALL TOWN (6:32)
初出：4thシングル「アリシア」
11. マディ・キャット・ブルース (6:09)
初出：タワーレコード限定シングル「マディ・キャット・ブルース/狂っちゃいないぜ」
12. いとしのヤンキーガール (3:48)
初出：8thシングル「ピアノ」
13. 45 CLUB (4:23)
初出：3rdシングル「NIGHT LINE」
14. OLIVE (6:20)
初出：会場限定シングル「PARTY PEOPLE/OLIVE」

### Disc 2
1. PARTY PEOPLE (4:17)
初出：会場限定シングル「PARTY PEOPLE/OLIVE」
2. JOIN (5:01)
初出：2ndシングル「KIKI The Pixy」
3. ひかり (7:20)
初出：7thシングル「愛でぬりつぶせ」
4. ALRIGHT (4:27)
初出：5thシングル「プレスファクトリー」
5. オオカミのノド (5:17)
初出：4thシングル「アリシア」
6. ゴースト・スウィート・ハート (4:37)
初出：6thシングル「涙がこぼれそう」
7. THIRD IMPACT (7:32)
初出：3rdシングル「NIGHT LINE」
8. さみしがり屋のブラッディーマネー (4:44)
初出：2ndシングル「KIKI The Pixy」
9. 狂っちゃいないぜ (3:24)
初出：タワーレコード限定シングル「マディ・キャット・ブルース/狂っちゃいないぜ」
10. SILENT DAYS (6:26)
初出：3rdシングル「NIGHT LINE」
11. HUM69 (2:47)
初出：8thシングル「ピアノ」
12. BITCH LOVELY (8:10)
初出：「The Birthday meets Love Grocer at On-U Sound Mixed by Adrian Sherwood」
13. ハレルヤ (8:19)
初出：1stシングル「stupid」
14. STRIPPER 2009.11.21 @ CHIBA LOOK
iTunes Store予約注文限定特典